# Epamera amanica
Epamera amanica är en fjärilsart som beskrevs av Henry Stempffer 1951. Epamera amanica ingår i släktet Epamera och familjen juvelvingar. Inga underarter finns listade i Catalogue of Life.